# ひとりじゃない (テレビドラマ)
『ひとりじゃない』は、BSフジで2011年1月8日から2月6日まで全6回で放送されたテレビドラマ。BSフジの開局10周年記念ドラマである。放送時間は毎週土曜20時からの約1時間である。
不慮のバイク事故で頸椎を損傷し、四肢麻痺となった大学生が絶望にさいなまされながらも、車椅子ラグビーやさまざまな人との出会いを通して生きる希望を見出していく日々を描くヒューマンドラマ。主演の浅利陽介は本作が連続ドラマ初主演となる。

## 企画・製作
劇団東俳のスタッフや所属子役・俳優が各種福祉施設への慰問活動を行う「劇団東俳つくしんぼクラブ」の社会福祉プロジェクト第2弾であり、「ある日突然、下半身不随の障碍者となったら」という事に対する当事者の心理描写と、ウィルチェアーラグビーの存在を広く知らしめたい、との劇団代表者の思いから、劇団東俳が企画する形で制作された。
本放送時は劇団東俳の一社提供で、オーディション募集のTVCMが放送された。また、10歳代までの出演者はほぼ東俳の所属子役・俳優である。
なお、社会福祉プロジェクトの第1弾は2010年11月公開の映画『パートナーズ』であり、主演者と監督など制作スタッフの一部が同じである。

## キャスト
桐山祥平
演 - 浅利陽介
大学生。バスケットボール部のエースだったが、事故により頸椎を損傷し、四肢麻痺となる。
辺見幸子
演 - 森口瑤子
平凡な主婦。自分の存在の意味を見つけられず苦しんでいる。携帯ブログを1年前の誕生日から行っている。
立花那美
演 - 新川優愛
高校生。腿の内側をカッターナイフで切る自傷行為を行っている。
辺見日名子
演 - 近藤里沙
幸子の娘。
瀬藤遼太郎
演 - 宇敷浩史
バスケットボール部で祥平のライバル。彼の乗っていたバイクで事故に遭い、祥平は重傷を負うことになる。
辺見英明
演 - 矢島健一
幸子の夫。
祥平の主治医
演 - 三浦浩一
桐山篤志
演 - モロ師岡
祥平の入院で寿司屋を閉店することになる。
松岡悠
演 - 武井証
祥平の入院していた病院で同室の子供。
那美の主治医
演 - カンニング竹山
桐山雅敏
演 - 本庄正季
祥平の弟。
城島芳樹
演 - 吉武怜朗
サラリーマン
演 - 柴田将士
立花弥生
演 - 岡元あつこ
立花那美の母。
母親
演 - 鈴木ゆうき
車椅子の少女
演 - 平本亜夢
蝦名辰夫
演 - 織本順吉
リハビリ施設で祥平と同室になる。
松谷健太
演 - 岡田雄樹
リハビリ施設で祥平と同室になる。
遠藤仁一
演 - 増田和也
リハビリ施設で祥平と同室になる。
中村大地
演 - 真鍋卓也
頸椎を損傷した高校生。ウィルチェアーラグビーに関心がある。
片岡力也
演 - 池畑龍也
元暴走族。引退の日に事故を起こし、彼女と子供を失うと共に頸椎を損傷。
成美
演 - 宮本裕子
幸子の友人。移動カレー販売を行っている。
多田文香
演 - 佐伯聖羅
自らの事故で、家族を失うと共に自らも車椅子の生活を送ることとなる。
黒木
演 - 河合龍之介
祥平たちがウィルチェアーラグビーをするきっかけを作る選手。
島川
演 - 島川慎一（ウィルチェアーラグビーの日本代表）
ドラマでも日本代表として出演。
蛯名哲也
演 - 炭釜基孝
蝦名辰夫の息子。
双葉記念病院の看護師
演 - 菅原祥子
死のうとしていた祥平と幸子を叱責する。
遠藤仁一の姉
演 - 小林麻子
ウィルチェアーラグビーの世話役の夫婦
演 - 熊谷真実、保積ぺぺ
上記のほかに山本竜二、田村真紀、中村純子、井上麻美などが出演している。

## スタッフ
- 製作：藤野珠美
- 脚本：井上淳一
- 監督：下村優
- プロデューサー：落合千代子、松野千鶴子
- 製作著作：劇団東俳、劇団東俳つくしんぼくらぶ

## 放送日程
| 各話   | 放送日        |
| ------ | ------------- |
| 第一話 | 2011年1月8日  |
| 第二話 | 2011年1月15日 |
| 第三話 | 2011年1月22日 |
| 第四話 | 2011年1月29日 |
| 第五話 | 2011年2月5日  |
| 第六話 | 2011年2月12日 |